# Приапизм

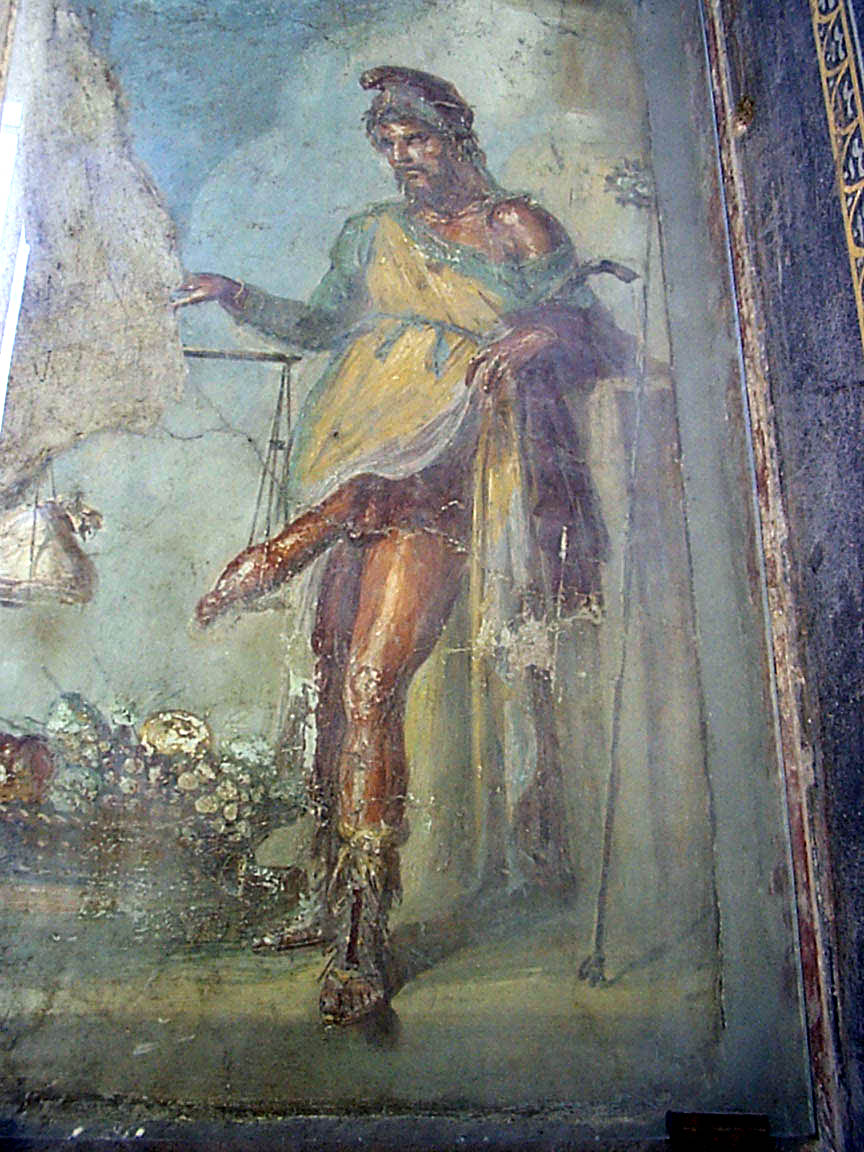
Приап на древнеримской фреске

Приапи́зм заключается в длительной, обычно болезненной эрекции, не связанной с половым возбуждением.

## Название
Название патологии происходит от имени древнегреческого бога плодородия Приапа, половой член которого всегда пребывал в эрегированном состоянии.

## Симптомы
При приапизме эрекция носит перманентный характер и часто сопровождается болезненными ощущениями. Эрекция, вызванная приапизмом, развивается на патологической основе и отличается от нормального кровенаполнения тем, что:
- не связана с половым возбуждением;
- кровью заполняются только пещеристые (кавернозные) тела полового члена, а головка остаётся мягкой;
- давление крови в половом члене обычно выше, в результате чего он загибается к животу;
- по истечении нескольких часов болезненна;
- не проходит после эякуляции.

Приапизм приводит к застою крови и воспалительным процессам. Может развиться гангрена.

## Виды приапизма
- Ишемический (со слабым кровоснабжением)
- Неишемический (с хорошим кровоснабжением)

От истинного приапизма отделяют псевдоприапизм, также известный как перемежающийся приапизм.

## Причины
Причины, приводящие к приапизму, плохо изучены и представляют собой сложный комплекс факторов, однако можно выделить основные из них.
Неишемический приапизм развивается обычно после травм полового члена, когда нарушается изоляция между проходящими в нём артериями и пещеристыми телами.
Причинами ишемического приапизма являются:  
- тяжелые воспалительные процессы,
- злоупотребление алкоголем или наркотиками (часто его возникновение связывают с употреблением кокаина, метамфетамина),
- болезни и заражения крови (в частности, серповидноклеточная анемия или укус бразильского бананового паука),
- онкологические заболевания,
- побочное действие лекарственных препаратов,
- осложнения венерических заболеваний,
- травмы спинного мозга,
- острая гипоксия, вызванная интоксикацией (например, угарным газом) или странгуляционной асфиксией (при повешении, удавлении).

В октябре 2017 года врачи удалили пенис 52-летнему жителю Тайваня после недельной эрекции. Причиной такого состояния стал рак мочевого пузыря.
Псевдоприапизм представляет собой временную (обычно ночную) эрекцию и к истинному приапизму отношения не имеет.

## Лечение
Консервативное лечение приапизма играет вспомогательную роль: парентеральное введение ненаркотических анальгетиков, обеспечение парентеральной дезинтоксикации в случае возникновения патологической эрекции вследствие интоксикации.
Если давность составляет менее двух суток, проводится пункция одного из кавернозных тел (этого достаточно, поскольку перегородка между кавернозными телами неполная) иглой 19-го калибра, производится забор крови для определения её газового состава. После этого аспирируется 10 мл крови и через иглу вводится такое же количество физиологического раствора. Проводится несколько таких процедур с небольшим временным интервалом, после чего в кавернозные тела вводится раствор мезатона (0,01 % раствора 3-5 мл). Данная процедура повторяется с интервалом 10 минут, пока патологическая эрекция не будет устранена. Важно следить за пульсом и артериальным давлением пациента, хотя использование мезатона в плане побочного действия со стороны сердечно-сосудистой системы гораздо безопаснее адреналина. Также рекомендуется введение гепарина в кавернозные тела для профилактики тромбозов и тромбоэмболий.
При позднем обращении пациента за медицинской помощью показано срочное оперативное вмешательство. Хирургическое лечение приапизма заключается в выполнении анастомоза между эрегированными кавернозными телами и головкой полового члена или губчатым телом (спонгиокавернозный анастомоз (шунт) по методике Al-Chorab), или системой подкожной вены ноги (сафенокавернозный анастомоз (шунт) по методике Grayhack) для осуществления оттока крови из кавернозных тел.

## Осложнения
Тромбозы, половая дисфункция, гангрена.

## Страдавшие приапизмом
- Король Румынии Кароль II